# Heaven Can Wait (Gamma Ray)
Heaven Can Wait è il primo EP della band power metal tedesca Gamma Ray.
Pubblicato nel 1990, precede il debutto del loro primo Album : Heading for Tomorrow.

## Tracce
1. "Heaven Can Wait" – 4:28 - (Solo nella versione Europea)
2. "Who Do You Think You Are?" – 5:07 - (Solo nella versione Europea)
3. "Sail On" – 4:25
4. "Mr. Outlaw" – 4:09
5. "Lonesome Stranger" – 4:57

## Formazione
- Voce Solista: Ralf Scheepers
- Chitarra: Kai Hansen
- Chitarra: Dirk Schlächter
- Basso: Uwe Wessel
- Batteria: Uli Kusch

### Musicisti Ospiti
- Cori: Tommy Newton
- Cori: Fernando Garcia
- Cori e Tastiere: Piet Sielck ("Sail On")
- Tastiere e Piano: Mischa Gerlach (Piano: "Heaven Can Wait", Keyboards: "Lonesome Stranger")
- Batteria: Mathias Burchard ("Sail On", "Mr. Outlaw", "Lonesome Stranger")